# Istoria Bacăului
Istoria Bacăului a început în neolitic, de când datează primele urme de locuire umană, și se întinde până în prezent.

Bacăul își are stramoșii până în comuna primitivă, mai precis în paleoliticul superior cam 5.000 de ani în urmă. În perimetrul Pieții Revoluției s-a descoperit un racloir de silex negru-vinețiu de formă trapezoidala. 
Obiect folosit la vânătoare în imprejurimile care atunci erau acoperite de păduri. Acest obiect de silex mărturisește primele exemple de comerț, deoarece acest material nu se gasea prin aceasta zona, deci era adus din depărtări. 
O altă prezență umană în valea localității, s-a descoperit cu ocazia săpăturilor pentru Pasajul Margineni. La opt metri adâncime, muncitorii găsesc urmele unei așezări din epoca mijlocie a bronzului - Cultura Monteoru. 
Un strat gros de mâl a păstrat pentru eternitate, dovada marilor cataclisme care au modificat relieful. O alta așezare, de data aceasta, fiind identificată ca, aparținând epocii bronzului târziu - Cultura Noua a fost scoasa la lumina în perimetrul Precista.
Mai multe fragmente de ceramică din secolulVI - V î.Hr., atestă o așezare hallatattiană pe actuala stradă Bradului, după cucerirea Daciei de către romani a rămas în afara granițelor Imperiului Roman, ca fiind locuită de Carpi. Acestia vor fi în legatură permanentă cu Imperiul Roman, fapt ilustrat de numeroase descoperiri arheologice, constând în ceramică, monede și obiecte de podoabă.

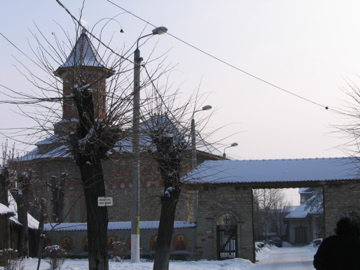
Biserica Precista

O altă așezare din secolele IV-V d.Hr., compusă din șapte locuințe a fost cercetată în zona Curții Domnești. Fiecare locuință are o incăpere cu pereți din bârne și un cuptor de ars ceramică. S-a găsit ceramică lucrată cu roata, dar și cu mâna, precum și o fibulă de bronz. Putem considera că aici era o comunitate sătească autohtonă continuotoare a comunității daco-romane.
Cercetările efectuate din zona Băncii Naționale au scos la suprafață o așezare din secolele V-VI d.Hr. Peste ea s-a mai descoperit o alta di secolele VI-VII d.Hr., alcatuită din opt locuințe dispuse după un plan riguros, pe care arheologi le numesc cuib.Inventarul lor cuprinzând ceramică lucrată cu mâna, mai ales vase-borcan, la modă pe atunci. După calculele arheologilor numarul băcăuanilor era de 100 de persoane. Se ocupau cu agricultura, creșterea vitelor, meșteșugurile, cu pescuitul în multele ape din zonă, iar în padure cu vânatul. Faptul că pe mai multe vase se afla imprimat semnul crucii, duce la concluzia că era o omunitate creștină. Ea avea legături cu lumea bizantină, numeroase monede ilustrând aceasta. Era o localitate caracterizată prin stabilitate.

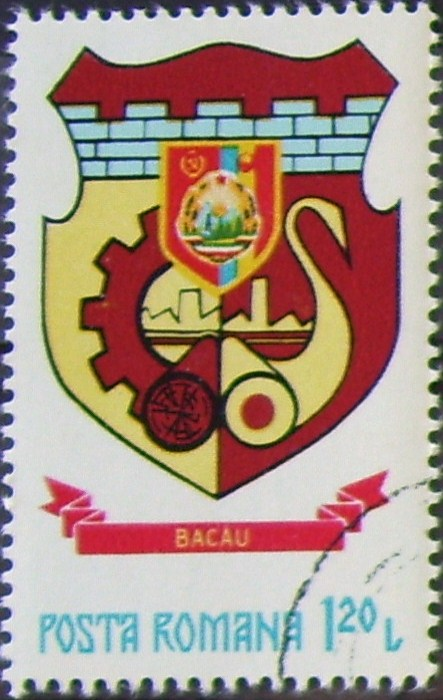
Timbru cu stema comunistă a Bacăului

La sfârșitul secolului al IX-lea. In regiunile de câmpie ale Moldovei de Sud, dar și în Muntenia și Transilvania, se așează un popor al cărui nume face istorie: pecenegii. Vor sta neclintiți aproape două secole, apoi vor fi alungați peste Dunăre de un alt popor, cumanii. Pentru cumanii Bacăul este locul ideal pentru creșterea cailor, lucru foarte necesar lor. Însa nici cumanii, n-au avut viață lungă. În 1223, la Kalka, vor fi risipiți in urma bătăliei, și cei ce au scăpat cu viața, s-au retras în ținuturile dintre Nistru si Carpați. La 1241, tătari pârjolesc și regiunea de la nord-est de Bacău. Pe șoseaua națională Bacău-Bârlad, între satele Traian și Secuieni, jud. Bacău, se bănuiește existența unui mormânt cuman.

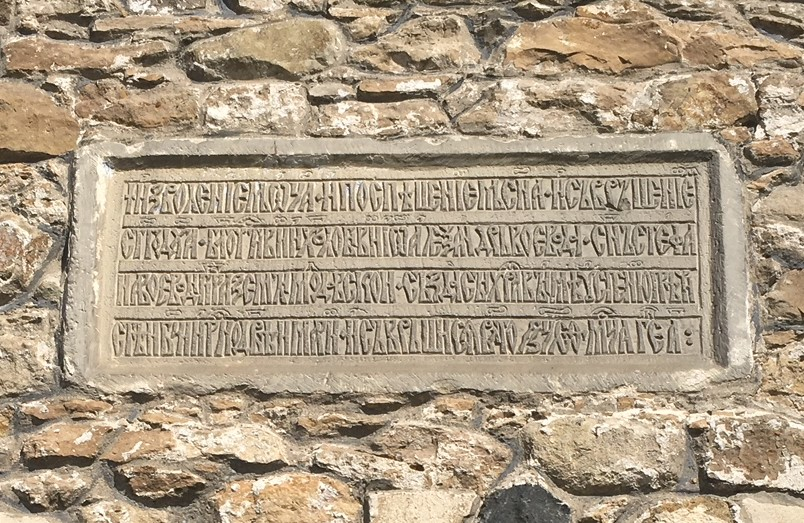
Una dintre primele atestări ale orașului

În 1399, orașul este menționat în Documentul lui Iuga Vodă, prin care se dă carte de judecată între spătarul Răducanu cu răzeșii satului Brătila, din ținutul Bacăului. 
Reședinta Domnească din vremea lui Alexandru cel Bun, când avea soție pe Margareta de Lozont, corespunde cu propaganda catolică din acel timp în Moldova care începuse încă de pe tipul lui Lațcu, când Papa de la Roma reușise să înființeze o episcopie catolică în Moldova, mai întai pe Siret (1370), și în urmă (1401), o strămută la Bacău, desigur cu ajutorul Margaretei și unde Alexandru, își face încă o reședință.
Orașul Bacău a fost ocupat o scurtă vreme de oștile maghiare conduse de Matei Corvin în anul 1467. Localitatea este cunoscută și datorită importanței sale în relațiile comerciale dintre Moldova, Transilvania și Țara Românească, fiind un important punct de vamă. În secolului al XV-lea în acest oraș s-a stabilit Alexăndrel, fiul lui Ștefan cel Mare, care a dat ordin pentru construirea Curții Domnești și Bisericii Precista, celebre monumente istorice.
La sfârșitul secolului al XVI-lea, Bacăul era bine închegat ca așezare urbană, una dintre cele mai prospere din întreaga Moldovă, având atribuții militare și comerciale foarte importante.

## Perioada interbelică
În această perioadă se extind cartierele de locuințe prin parcelari, construindu-se, în 1922, cartierul CFR, la vest de aliniamentul căii ferate. În paralel, unele terenuri castigate prin reforma agrară sunt amenajate ca spații verzi – Parcul Cancicov. Datorită creșterii demografice dar și economice, Bacăul Arhivat în 10 august 2018, la Wayback Machine. este declarat municipiu la 7 decembrie 1929.

## Revoluția anticomunistă
Revoluția din 1989 la Bacău a constat într-o serie de proteste foarte blânde pe lângă ce s-a întâmplat în alte orașe ale României. Băcăuanii nu au fost prea hotărâți împotriva regimului comunist, ei ieșind pe străzi abia după fuga lui Ceaușescu.
Primii care s-au îndreptat spre „județeana de partid” (sediul județean al Partidului Comunist) au fost câțiva actori și mașiniști de la Teatrul Bacovia, care până atunci "își făcuseră curaj" la restaurantul Bistrița. Aceștia n-au îndrăznit să forțeze intrarea în clădire până ce nu au început să-și facă apariția coloanele de muncitori dinspre zona industrială.
Sunt 33 de revoluționari cu certificat în județul Bacău, conform unui tabel nominal oferit de asociația din oraș, în care sunt menționate și profesiile pe care aceștia le aveau în 1989 și cele pe care le au în prezent. Zece dintre ei au "meseria de patron", chiar dacă Revoluția i-a prins electricieni, ospătari sau lăcătuși-mecanici. 